# Österreichische Freiheitsfront
Österreichische Freiheitsfront (ÖFF) nannte sich eine in Belgien während des Zweiten Weltkrieges aus österreichischen und deutschen Flüchtlingen bestehende kommunistisch dominierte Widerstandsbewegung gegen den Nationalsozialismus. Seit der Besetzung Belgiens durch das Deutsche Reich am 10. Mai 1940 wurden geheim gedruckte antifaschistische Zeitschriften in deutscher Sprache verteilt, ab Anfang 1944 ging man zum bewaffneten Kampf über und bildete Partisanengruppen. Die Organisation kooperierte mit der belgischen Résistance und war zeitweise die größte österreichische Widerstandsgruppe in Europa.

## Vorgeschichte
Im belgischen Exil befanden sich im Jahr 1940 zahlreiche österreichische und deutsche Kommunisten, die vor dem Nationalsozialismus in das neutrale Land geflüchtet waren. Als am 10. Mai 1940 die deutsche Wehrmacht ihre Offensive gegen die Niederlande und Belgien begann, verhafteten die belgischen Behörden alle auffindbaren männlichen deutschen Staatsbürger im Land und bezichtigten sie, die Fünfte Kolonne Hitlers zu sein, auch wenn es sich dabei um dezidierte Gegner des Nationalsozialismus handelte. Die Verhafteten wurde per Güterzug nach Südfrankreich deportiert und dort in den Lagern Gurs, St. Cyprien und Drancy interniert. Doch bereits wenige Tage später drangen die deutschen Truppen über die Niederlande kommend bis nach Belgien vor und besetzten das Land. Die belgische Armee kapitulierte am 28. Mai 1940.

## Widerstandsgruppe
Rund um jene kommunistischen Österreicher und Deutsche, die sich der Verhaftungswelle des 10. Mai 1940 entziehen konnten, entstand schon kurz darauf der erste Kern der Widerstandsgruppe. Unter Absprache mit der belgischen Résistance kam der Gruppe die Aufgabe zu, im Verborgenen deutschsprachige Propagandaschriften gegen den Nationalsozialismus zu drucken und diese versteckt an deutsche Soldaten zu verteilen. Dabei kam den nicht verhafteten weiblichen Genossinnen eine tragende Aufgabe in der Widerstandsarbeit zu. Bereits Ende 1940 bzw. Anfang 1941 begann man mit dieser sogenannten „Soldatenarbeit“. Die „Streugruppen“ verteilten dabei die gedruckten Wochenzeitungen an Orten, die von deutschen Soldaten frequentiert wurden, wie Bahnhöfen und Kinos, und steckte diese auch an geparkte deutsche Armeefahrzeuge oder ließ sie in der Nähe von Kasernen auf Bänken liegen. Die „Mädelgruppen“ hingegen versuchten, auf unauffällige Art deutsche Soldaten anzusprechen, etwa indem sie um die Uhrzeit fragten, und wenn sich dabei im Gespräch eine etwas kritische Einstellung zum Krieg heraushören ließ, arrangierten sie Rendezvous mit diesen Soldaten, um ihnen antifaschistisches Informationsmaterial zu übergeben. Diese konnten dann die Broschüren innerhalb der Kasernen platzieren oder an gleichgesinnte Kameraden austeilen. Diese „Mädelarbeit“ war der gefährlichste Teil der Widerstandsarbeit, denn es konnte jederzeit passieren, dass der Soldat nur zum Schein auf so ein Gespräch einging und zum vereinbarten Treff dann die Gestapo kam. Tatsächlich wurden über die Zeit acht Frauen der Gruppe verhaftet und ins KZ deportiert. Marianne Brandt, die Lebensgefährtin von Jean Améry, wurde bei einer dieser Aktionen erschlagen. Beim nächtlichen Überfall auf den 20. Deportationszug nach Auschwitz am 19. April 1943 bei Boortmeerbeek konnte Régine Krochmal aus dem Güterzug springen und fliehen. Nur einem kleinen Teil des Transportes glückte die Flucht.
Zentrum dieser Widerstandsaktivitäten war Brüssel, jedoch wurde auch ein regelrechtes Verteilernetz in der belgischen Provinz aufgebaut. Jakob Zanger sowie seine Genossen Fürst und Kandel besaßen dazu Netzkarten für das gesamte belgische Eisenbahnnetz und brachten so die wöchentlich erscheinenden Publikationen in andere Städte Belgiens. Die Publikation der Widerstandsgruppe hieß zuerst „Die Wahrheit“ und wurde wöchentlich in bis zu 12.000 Stück gedruckt, wovon 9.000 in der belgischen Provinz verteilt wurden. Nach der Moskauer Deklaration, wurde der Broschüre ein Beiblatt mit der Bezeichnung „Österreichische Freiheitsfront“ hinzugefügt. Ab Ende 1943 erschien zusätzlich eine weitere Zeitung mit dem Namen „Freies Österreich“. Als Informationsquellen dienten dazu vor allem britische und freie polnische Radiostationen, die im Geheimen empfangen werden konnten.

## Partisanengruppe
Im Jahr 1943 wurde die Arbeit der Widerstandsgruppe immer schwieriger, da die deutschen Besatzer immer mehr Razzien durchführten, zum einen um versteckte Juden zu finden, zum anderen um belgische Jugendliche zur Zwangsarbeit nach Deutschland zu verschicken. Die Gruppe begann sich daher zu bewaffnen, indem sie Überfälle auf deutsche Soldaten verübte. Der britische Geheimdienst hatte zwar begonnen, Waffen ins Land zu schleusen und an Partisanengruppen zu verteilen, jedoch nur an „weiße“ Partisanen und nicht an „rote“, also kommunistische.
Ende 1943, Anfang 1944 – die Widerstandsgruppe war inzwischen auf über 750 Mitglieder angewachsen, darunter auch Sozialdemokraten, Monarchisten und unpolitische Emigranten – wurde eine österreichische Partisanenkompanie in Belgien aufgestellt, die Attentate auf deutsche Militäreinrichtungen verübte. Mit selbstgebastelten Sprengkörpern – Genosse Erich Ungar kannte sich mit Physik und Chemie aus – wurden Munitionstransporter, Autos und Militärzüge gesprengt. Dies störte ab Juni 1944 besonders die deutschen Verteidigungsbemühungen gegen die in der Normandie gelandeten Alliierten. Weitere Tätigkeiten waren „Schmieraktionen“, bei denen in der Nähe von Kasernen und Militäreinrichtungen in deutscher Sprache Parolen auf Hauswände geschmiert wurden. Einer dieser Sprüche war etwa: ”Genug krepiert, genug marschiert und endlich mal nachhaus marschiert“. Als die alliierten Truppen begannen, Belgien zurückzuerobern, beteiligte sich die Partisanengruppe aktiv am militärischen Kampf, so wurde etwa die nordbelgische Stadt Arendonk von der Österreichischen Freiheitsfront befreit.

## Demobilisierung
Als nach Ende der Ardennenoffensive Belgien Anfang 1945 endgültig durch die Alliierten befreit war, wurde die Partisanengruppe demobilisiert. Der Anführer der Widerstandsgruppe, Karl Przibram, genoss zu dieser Zeit ein derart hohes Prestige, dass er als chargé d’affaires, also als temporärer diplomatischer Vertreter für österreichische Staatsbürger in Belgien eingesetzt wurde, bis die neu gegründete Republik Österreich eine eigene Botschaft in Brüssel errichten konnte. Etwa zwei Dutzend Mitglieder der Widerstandsgruppe setzten den Kampf allerdings fort und gingen nach Jugoslawien, um sich dort der österreichischen Partisanengruppe rund um den Tiroler Spanienkämpfer Max Bair anzuschließen. Durch die Österreicher aus Belgien sowie gefangene österreichische Wehrmachtssoldaten und geflohene Mitglieder des Strafbataillons 999 konnten so unter der Führung der Genossen Fürnberg und Franz Honner vier weitere österreichische Partisanenbataillone in Jugoslawien aufgestellt werden.

## Bekannte Mitglieder
- Jean Améry
- Lotte Brainin
- Karl Przibram
- Ester Tencer